# Gerda Kieninger

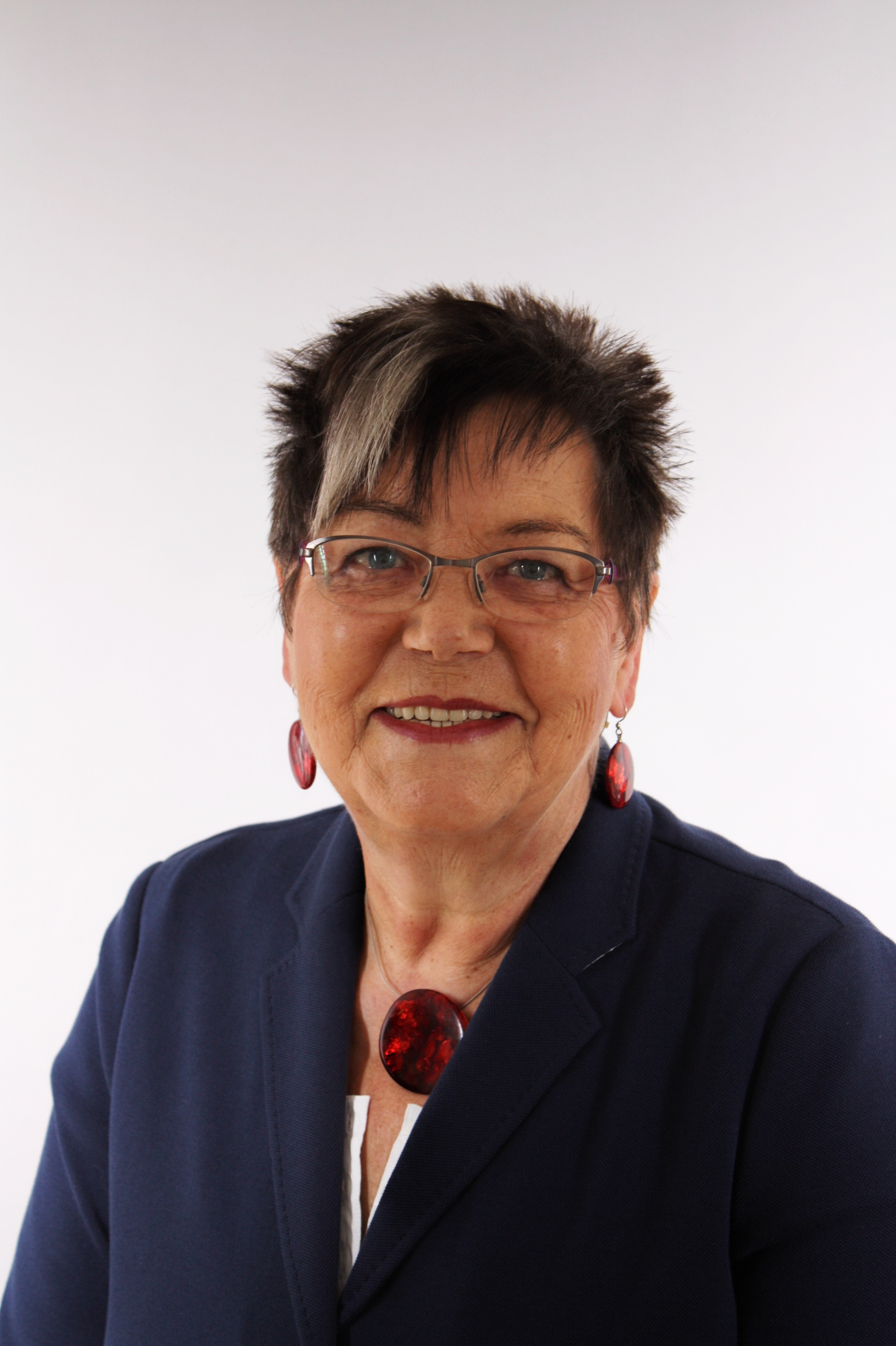
Gerda Kieninger (2014)

Gerda Kieninger (* 21. Februar 1951 in Castrop-Rauxel; † 22. Januar 2020) war eine deutsche Politikerin (SPD). Sie war von 1995 bis 2017 direkt gewählte Abgeordnete des Landtags von Nordrhein-Westfalen für den Landtagswahlkreis Dortmund II.

## Leben
Kieninger machte im Anschluss an ihren Volksschulabschluss in den Jahren 1965 bis 1968 eine Ausbildung zur Einzelhandelskauffrau. Von 1968 bis 1970 arbeitete sie in diesem Beruf, bevor sie bis 1973 eine Erziehungspause einlegte. Von 1973 bis 1978 war sie als selbstständige Kauffrau tätig. Danach legte sie von 1978 bis 1988 erneut eine Erziehungspause ein und arbeitete im Anschluss daran in den Jahren 1988 bis 1995 als Bürokraft.
Sie verstarb überraschend im Januar 2020.

## Politik
Kieninger trat im Jahr 1980 der SPD bei. Sie wurde Stadtbezirksvorsitzende der Arbeitsgemeinschaft sozialdemokratischer Frauen (ASF) und später beratendes Mitglied des Unterbezirksvorstandes Dortmund der SPD. Von 1998 bis 2002 war sie Mitglied des Landesvorstandes der SPD in NRW. In den Jahren 1989 bis 1995 war sie Mitglied der Bezirksvertretung Dortmund-Eving. Sie war Vorsitzende der Arbeiterwohlfahrt in Dortmund und stellvertretende Vorsitzende westliches Westfalen der AWO. Dem Landtag von Nordrhein-Westfalen gehörte sie ab dem 1. Juni 1995 bis zur Landtagswahl 2017 an. Sie gehörte als ordentliches Mitglied dem Ausschuss für Arbeit, Gesundheit und Soziales an und war Sprecherin des Ausschusses für Frauen, Gleichstellung und Emanzipation.